# 瓦萊里奧·瓦雷
瓦萊里奧·瓦雷（義大利語：Valerio Verre；1994年1月11日—）是一位意大利足球運動員。在場上的位置是中場。現時被意甲球隊桑普多利亚外借至意乙球隊巴勒莫。他也代表意大利各級國青隊參賽。